# 逯欽立
逯欽立（ろく きんりつ、1910年10月29日 - 1973年8月6日）は、字は卓亭、筆名は胡蛮・祝本、山東省巨野縣大義鎮の人。歴史文献学者、古文献専門家（古文書学者）。

## 生涯
1910年10月29日（農暦9月27日）、山東省巨野県大義鎮の集落の一地主の家庭に生まれる。祖父は行商で家を興し、2人の伯父は牛馬の取引をしていたことがある。父の逯静軒は私塾の先生であった。逯が8歳の時、私塾に入り、その後、家で勝手に李氏との結婚を決めてしまう。
1929年春、県立の師範学校講習所に合格して入学、夏季休暇に更に荷沢県山東省第六中学に合格して入学、校内刊行物の編集長を兼任し、新体詩・散文・小説等を発表し始めた。1935年、北京大学哲学系に合格して入学、1936年、中文系に転入、劉禹昌・詹瑛・劉錫銘らと“蠹社”を結成、元曲を討究、また湯用彤・任継愈らと交際を維持した。『北大週刊』の編集を主管し、同時に筆名「胡蛮」（すなわち英語“human”の音訳である）をもって雑文・散文・小説を発表、抗戦を宣揚した。1937年、盧溝橋事件が勃発すると、逯欽立は国立長沙臨時大学に入り、その後、聞一多ら295名の北大・清華・南開3校の教師・学生と徒歩で長沙から貴州を経て昆明に到達した。雲南に至って後、西南聯合大学文学院中文系に就学した。
1939年、逯欽立は北京大学の学籍をもって卒業し、北京大学研究院文科研究所に合格して入学。彼は文学組で羅庸・楊振声に師事し、先秦両漢魏晋南北朝文学を研修する。1940年、文科研究所研習助教授を兼ねる。1942年、南渓李荘北大文科所連絡事務所にて卒業論文『詩記補正』をもって口頭試問を通過、教育部発給の修士の学位を得る。卒業後、歴史語言研究所にて助理研究員に任じられる。1944年、羅筱蕖と結婚する。1945年、逯欽立は、抗日戦争期の歴史語言研究所の学術論文集『六同別録』の傅斯年による編集に助力協同し、並行して論文『漢詩別録』を発表する。
1946年、逯欽立は歴史語言研究所に随って南京に戻った。このとき、逯欽立は『先秦漢魏晋南北朝詩』の校訂編集を始め、一方で多くの論文を発表した。1948年、歴史語言研究所が中央研究院に随って台湾に引き移る。10月、傅斯年が広西大学校長陳剣翛に推薦した結果、逯欽立は招聘されて広西大学中文系副教授となった。そこで家を桂林に移した。1949年9月、広西大学の後任の校長盤珠祁に迎えられ中文系教授となった。
中華人民共和国成立後、桂林文芸家協会と広西文学芸術界聯合会創設の計画事業に参与する。1950年、桂林市文学芸術界聯合会副主任に就任、同時に推挙されて桂林市人民代表となる。1951年10月、東北師範大学中文系に招かれて教授となり、家を長春に移す。その間、彼の学生のために様々な中国古代文学の謄写版の講義・作品選などを編纂する。1955年、東北師範大学中文系古典文学教育研究室主任に就任。その後、逯欽立は改めて彼の『古詩紀補正』の原稿を編集校訂し、中華書局との協議の結果、『先秦両漢三国晋南北朝詩』と名付け、最終的に出刊時に『先秦漢魏晋南北朝詩』に名を改めた。
文化大革命が始まると、逯欽立は失職し自宅に逼塞することを余儀なくされた。1973年、逯欽立は中華書局に書簡を送り、『先秦両漢三国晋南北朝詩』の原稿の処理情況を問い合わせた。中華書局は彼の原稿が「我が局に平穏に収められている」と返答した。8月6日、逯欽立は批林批孔運動に参加しようと学校に駆け付ける途上、突如、心筋梗塞を起こし、治療の甲斐なく世を去った。享年64歳。

## 著作
逯欽立の著作には、『屈原離騒簡論』・『先秦漢魏晋南北朝詩』等がある。彼が著した『先秦漢魏晋南北朝詩』は総250余万字、20余年の修定改刪を経、先唐詩歌総集の集大成であると見なされ、「上古中古文学を研究する者の必携の書、空白を埋める作」との声誉を得ている。